# ASC Police
Association Sportive et Culturelle de la Police w skrócie ASC Police (ar. الجمعية الرياضية و الثقافية للشرطة) – mauretański klub piłkarski grający w mauretańskiej pierwszej lidze, mający siedzibę w mieście Nawakszut.

## Sukcesy
- Première Division[1]:
  - mistrzostwo (7): 1981, 1982, 1986, 1987, 1988, 1990, 1991

- Puchar Mauretanii[2]:
  - zwycięstwo (2): 1985, 1999
  - finał (1): 1994

## Występy w afrykańskich pucharach
| Sezon | Rozgrywki                 | Runda   | Kraj         | Klub             | Dom | Wyjazd | Dwumecz                    |
| ----- | ------------------------- | ------- | ------------ | ---------------- | --- | ------ | -------------------------- |
| 1982  | Puchar Mistrzów           | wstępna | Benin        | Ajijas Kotonu    | 0–2 | 1–1    | 1–3                        |
| 1983  | Puchar Mistrzów           | wstępna | Sierra Leone | Sierra Fisheries | 1–3 | 0–1    | 1–4                        |
| 1986  | Puchar Zdobywców Pucharów | wstępna | Sierra Leone | Kamboi Eagles FC | –   | –      | walkower dla Kamboi Eagles |
| 1987  | Puchar Mistrzów           | 1       | Maroko       | Wydad Casablanca | 3–1 | –      | walkower dla Wydad         |
| 1988  | Puchar Mistrzów           | wstępna | Sierra Leone | Sierra Fisheries | 1–0 | 0–0    | 1–0                        |
| 1988  | Puchar Mistrzów           | 1       | Senegal      | SEIB Diourbel    | 2–0 | 0–2    | 2–2 (k. 10–9)              |
| 1988  | Puchar Mistrzów           | 2       | Maroko       | FAR Rabat        | 2–1 | 0–5    | 2–6                        |
| 1992  | Puchar Mistrzów           | wstępna | Mali         | AS Real Bamako   | 1–1 | 1–1    | 2–2 (k. 4–5)               |

## Stadion
Domowe mecze klub rozgrywa na stadionie o nazwie Stadion Olimpijski w Nawakszucie, który może pomieścić 40 000 widzów.

## Reprezentanci kraju grający w klubie od 2006 roku
Stan na styczeń 2023.
| - Chakrane Yatma Abdallahi - Moussa Sidi Bagayoko - Sidi Mohamed Bilal - Samba Dembélé - Telli Diarra - Namori Diaw - Babacar Diop - Djiby Diop | - Oumar Fall - Sidi Moulaye - Amar Djiby Samb - Demba Traoré - Elmamy Traoré - Cheikhna Varajou - Mohamed Wade |